# 新京成電鉄80000形電車
新京成電鉄80000形電車（しんけいせいでんてつ80000がたでんしゃ）は、2019年（令和元年）に登場した京成電鉄の通勤形電車。登場当時は新京成電鉄の車両だったが、2025年4月1日の新京成電鉄の京成電鉄への吸収合併に伴い、同社に承継された。そのため、新京成電鉄として最後の新形式車両でもある。

## 概要
2005年（平成17年）に製造したN800形に引き続き「京成グループ標準車両」として設計・製造された車両で、2019年（平成31年）4月11日に導入が発表された。京成電鉄との共同設計で、京成電鉄では3100形として製造されるが、本形式と京成3100形では一部機器の仕様が異なり、特に制御装置や主電動機に関しては両者で全く別のものを採用している。
2025年4月1日付で新京成電鉄が京成電鉄に吸収合併されたのに伴い、京成電鉄に継承された。
本形式は先に落成した京成電鉄3100形と同様に、「受け継ぐ伝統と新たな価値の創造」をコンセプトに、さらに新京成電鉄のキャッチフレーズ「まいにち、ちょっと、新しい」を具現化したものである。

## 車体
N800形と同じく、いわゆる「日車式ブロック工法」による、軽量ステンレス製18m級3扉車6両編成を組む。前頭部は普通鋼製の強化構造で、前面窓上部の前部標識灯（前照灯）は森尾電機製の16粒角型LED式ライトを採用、窓下には多角形構成の急行灯と後部標識灯（尾灯）を配置している。
やわらかさを演出するために外観を丸みを帯びた形状とし、N800形等の在来形式と異なり裾部だけではなく正面脇から側面上部にかけてにもジェントルピンクのラインを配色している。これは高架区間でも新京成のコーポレートカラーであるピンクがわかるようにするためであるという。
なお、本形式の車体側面の車番表記は在来形式と異なり番号の前の社章がないほか、位置も車体下部から上部に変更されている。
京成電鉄への合併に伴い、3200形に準じた配色に変更されることになり、最初に変更された80026編成が2025年6月25日より営業運転に就いた。

## 車内設備
車内のカラースキームは8800形リニューアル車およびN800形N858編成（最終増備編成）に準じている。
オールロングシート構成だが、京成3100形で採用された「一部折りたたみ式ロングシート」は採用されていない。ドア間は8人掛け（先頭車の車椅子スペース横は5人掛け）、車端部は5人掛けまたは2人掛け（フリースペース横）となっている。
座席は1人分の掛け幅が460 mmの片持ち式構造で、従来よりも背もたれを170 mm高くしたハイバックシートを採用している。一般席の背もたれは赤色系、優先席部は青色として識別している。優先席部おいては、つり革と手すりをオレンジ色着色品としている。
側窓ガラスは熱線吸収・UVカットガラスを採用している。側窓のカーテンおよび連結面貫通扉には、沿線の名産品であるブドウとナシのイラストを入れている。先頭車の乗務員室直後に車椅子スペース、中間車の車端部（1両1か所）にはフリースペースを設置している。フリースペースは、車椅子利用者だけではなくベビーカーや大きな荷物を持った乗客への配慮とした。
防犯カメラは1両に3台設置されている。KEISEI FREE Wi-Fiは未搭載。
空調装置は三菱電機製の集中式CU718A形（京成3100形と共通）で、能力は46.51 kW（40,000 kcal/h）の装置を各車1台搭載する。この他の共通点として、空気の浄化効果のあるプラズマクラスターイオン発生装置の導入、空調制御ソフトの見直し、開放感を持たせるために座席端部の袖仕切りにおけるガラスの採用などがされている。

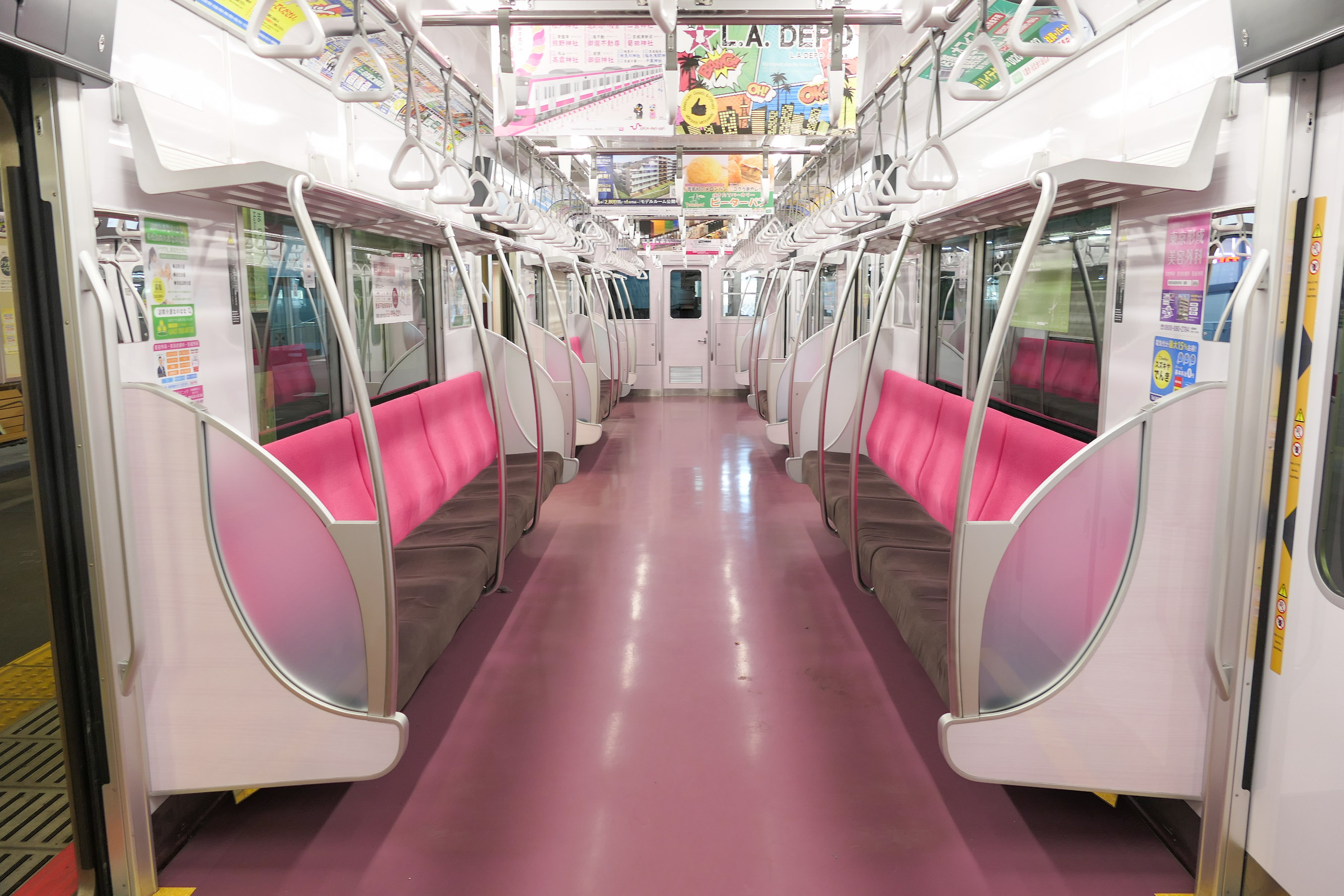
車内
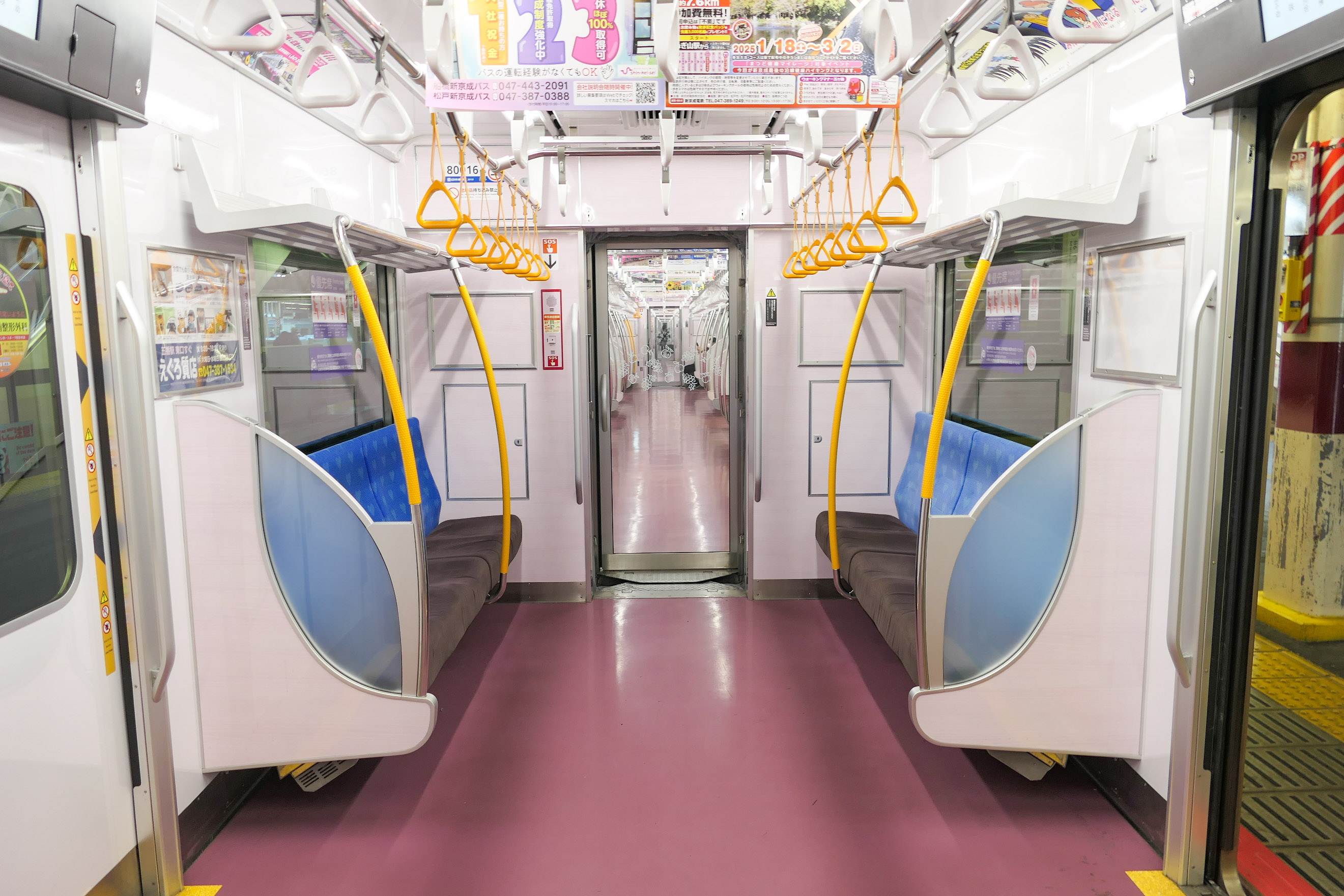
優先席（先頭車）
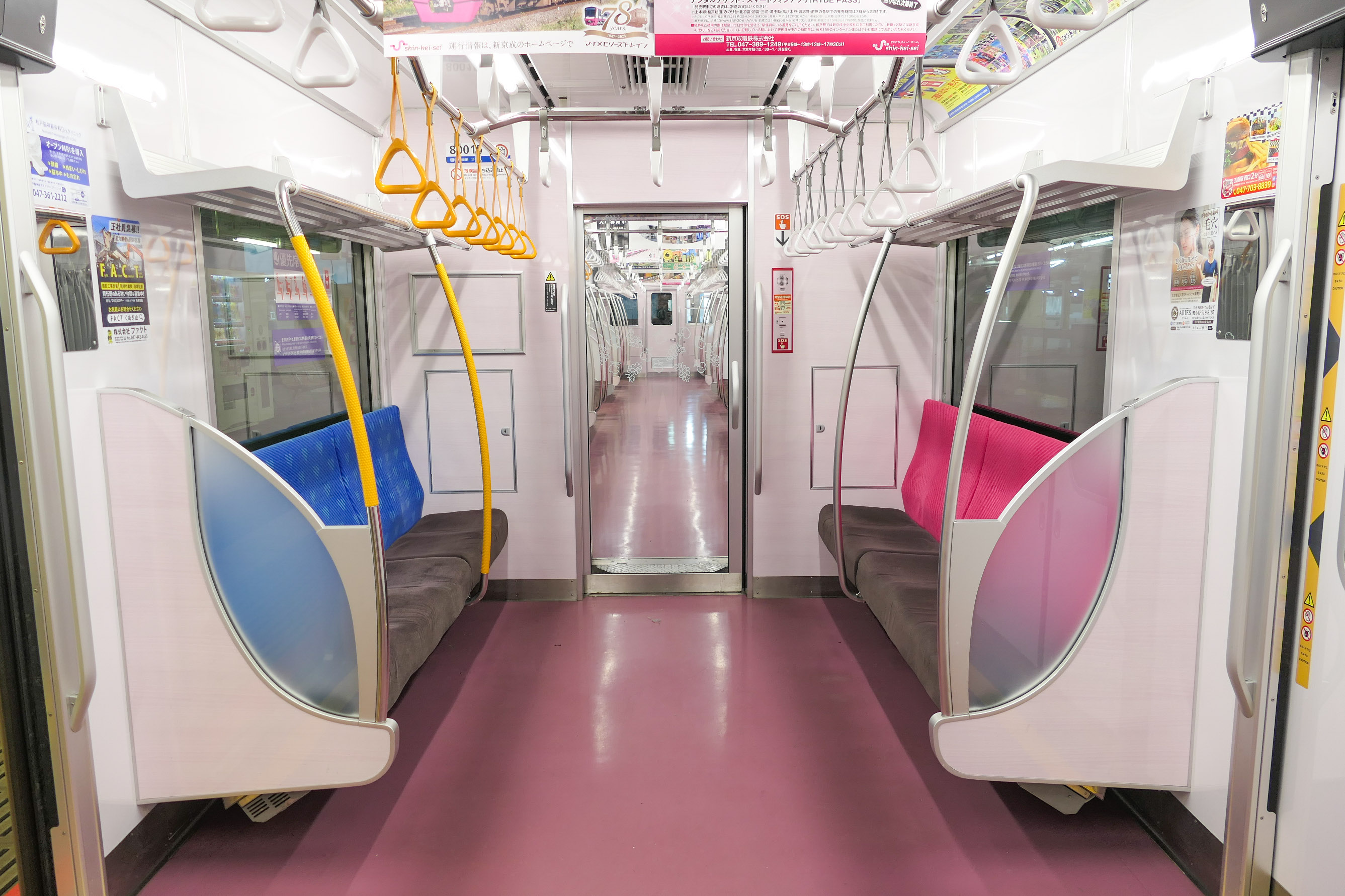
優先席（中間車）
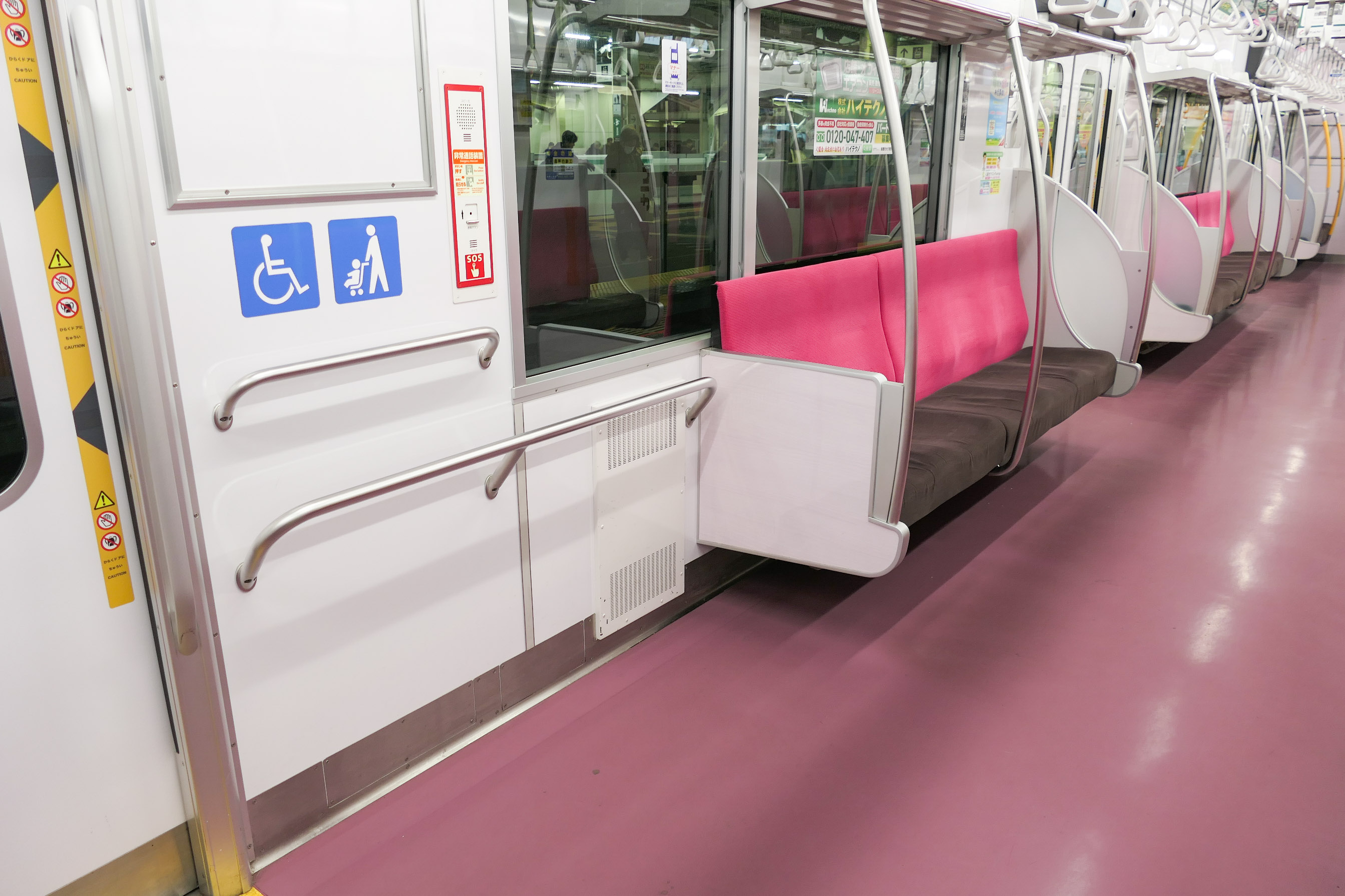
フリースペース（先頭車）
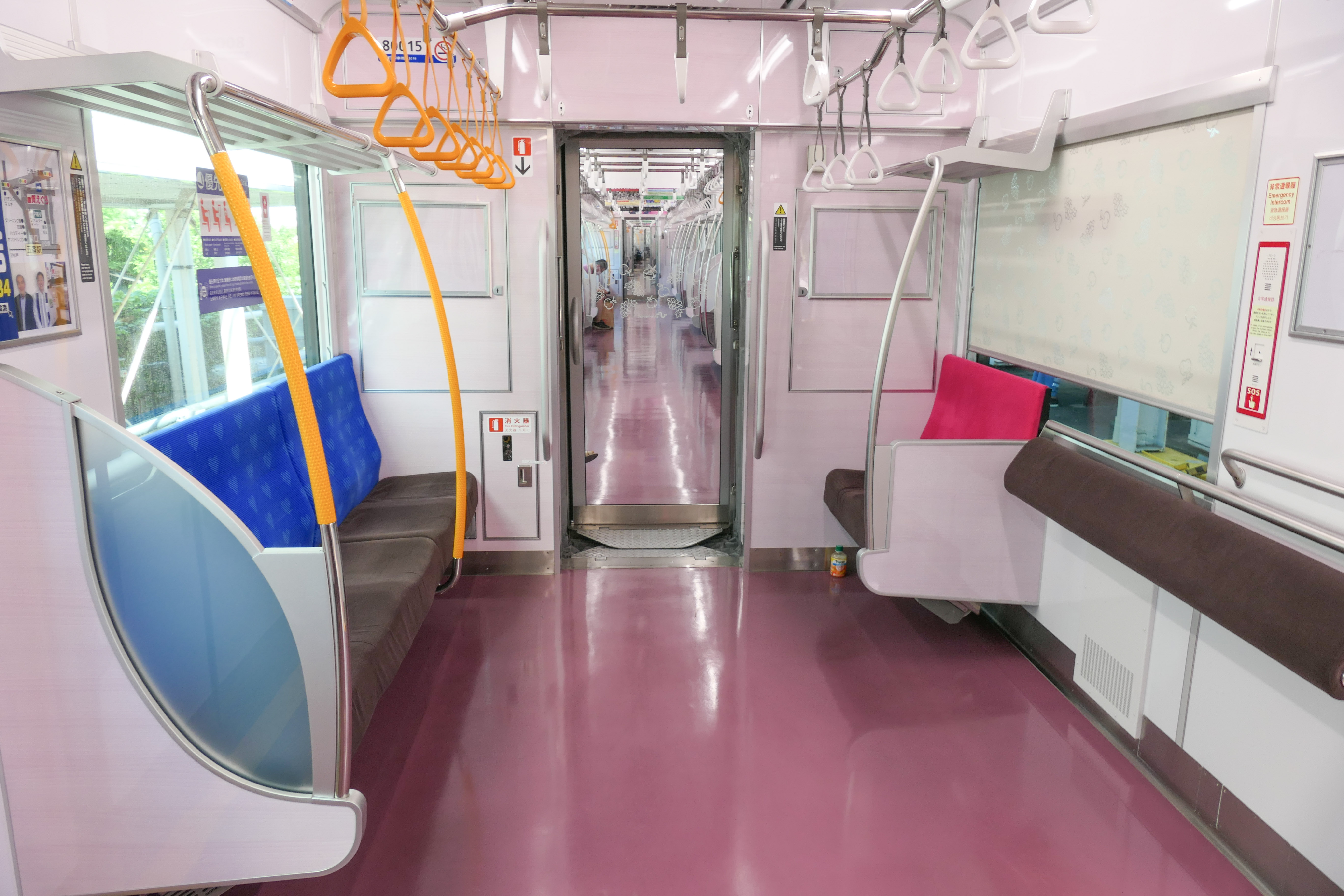
フリースペース（中間車）

### 旅客案内機器
車内案内表示装置は各乗降扉上に17インチ液晶ディスプレイ（LCD）2画面を配置しており、2画面とも運行情報表示用となっている。新京成ではそれまで、車内LCDはLEDディスプレイ取付時横長LCDを採用しており、当初からの2画面LCDは新京成として初導入（京成3100形の2画面LCDも京成初）。ドアチャイムおよびドア開閉表示灯を備えている。
放送装置には自動放送装置を備えている。

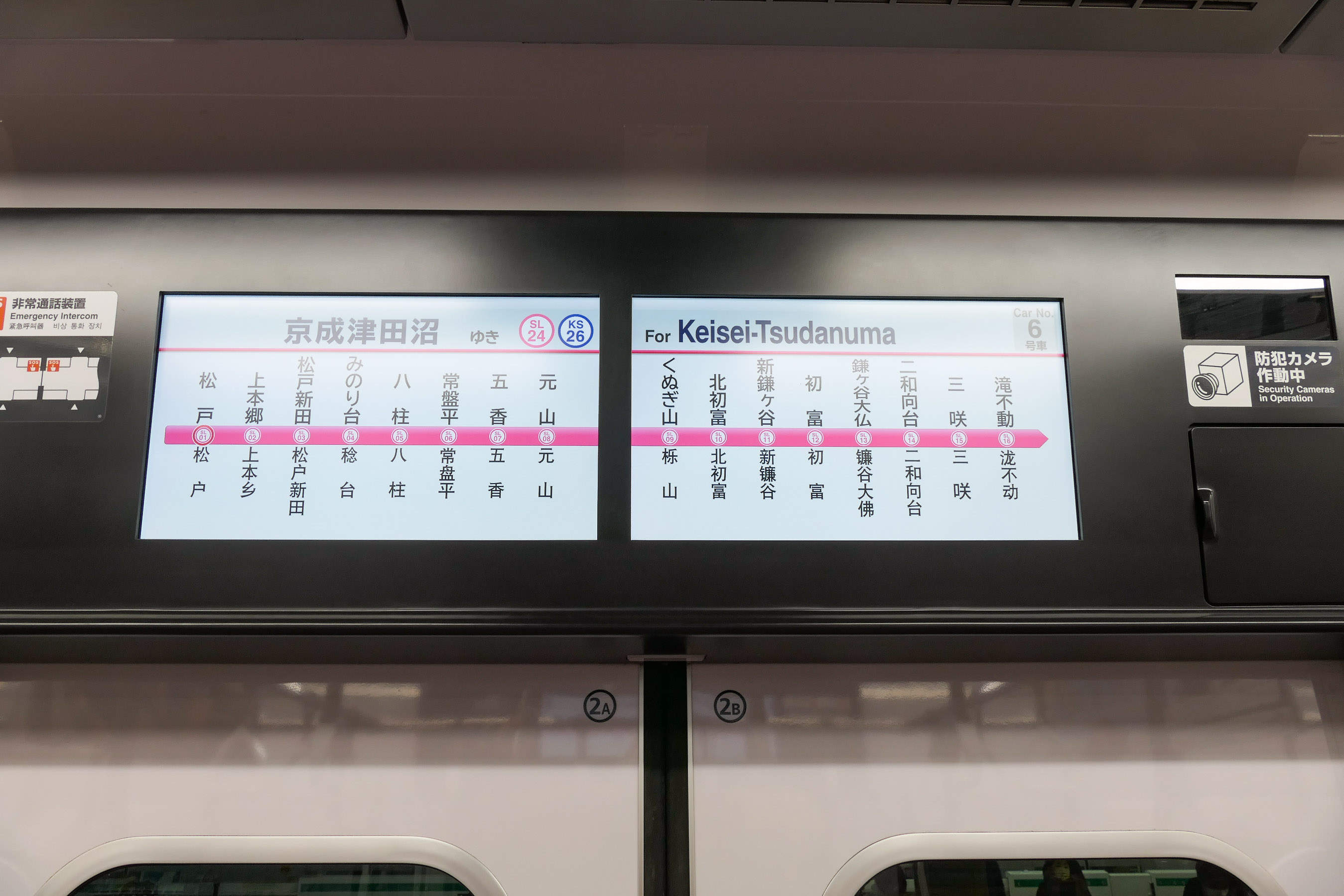
車内案内表示装置

### 乗務員室
運転台は従来からのT字型ワンハンドルマスコンを採用している。力行は最大5ノッチ、常用ブレーキは最大7段構成である。運転台計器盤には8900形更新車と同様のタッチパネル式のモニタ装置を採用している。

## 主要機器
主制御装置には、8800形リニューアル車に続き、三菱電機製フルSiC-MOSFET素子VVVFインバータ制御 (MAP-168-15V331形) を採用している（1C4M2群制御・純電気ブレーキ対応）。N800形では、ベースとなった京成3000形と同じく東洋電機製造製の主制御装置が採用されており、同車のベースとなった3100形においても同社製の機器が採用されているが、本形式では新京成で広く使われてきた三菱電機製に回帰した。主電動機には同じく、三菱電機製の155 kW 出力全閉式かご形三相誘導電動機 (MB-5160-D形) が採用されている。設計最高速度は120km/hだが、運転最高速度は新京成線内が85km/h、京成線内が95km/hに設定されている。
台車は日本製鉄製のモノリンク式ボルスタ付空気ばね台車を使用している。形式は動力台車がFS583SM形、付随台車がFS583ST形であり、京成電鉄3100形と同等のものである。
集電装置（パンタグラフ）は、東洋電機製造製シングルアーム式（PT7115-B形）をM5・M2車に2基ずつ搭載する。補助電源装置は東芝インフラシステムズ製の静止形インバータ（SIV・INV192-F0形・定格容量 150 kVA ）を搭載する。空気圧縮機（CP）は三菱電機製のオイルフリースクロール式CP（URC1200SD-I形）を各先頭車に搭載する。
一方で、京成電鉄が3700形（特急形車両を含めた場合はAE100形）以来採用してきた、「先頭車はコンプレッサー搭載電動制御車（京浜急行電鉄の規定）、先頭から2両目は主制御装置搭載電動車、先頭から3両目は補助電源搭載付随車」というユニット構成は3100形同様採用しており、新京成電鉄においてはN800形から引き続き採用する形となる。

## 主要諸元
- 製造初年：2019年（令和元年）
- 製造・保有車両数：6両編成5本30両
- 車体：軽量ステンレス製18m級・両開き3ドア
- ブレーキ方式：三菱電機製MBSA形 回生ブレーキ併用電気指令式空気ブレーキ
- 編成中の電動車 (M) と付随車 (T) の構成（MT比）：4M2T
- 保安装置：C-ATS

### 編成表
|          | ← 松戸京成津田沼 → |                  |                  |                  |                  |                   |            |           |
| 号車     | 6                  | <5>              | 4                | 3                | <2>              | 1                 | 竣工時期   | 塗装変更  |
| 形式     | モハ80006形 (Mc6)  | モハ80005形 (M5) | サハ80004形 (T4) | サハ80003形 (T3) | モハ80002形 (M2) | モハ80001形 (Mc1) | 竣工時期   | 塗装変更  |
| 機器     | CP・BT             | VVVF             | SIV              | SIV              | VVVF             | CP・BT            | 竣工時期   | 塗装変更  |
| 車両重量 | 33.4t              | 34.8t            | 27.5t            | 27.5t            | 34.8t            | 33.4t             | 竣工時期   | 塗装変更  |
| 編成     | 80016              | 80015            | 80014            | 80013            | 80012            | 80011             | 2019年10月 |           |
| 編成     | 80026              | 80025            | 80024            | 80023            | 80022            | 80021             | 2021年11月 | 2025年7月 |
| 編成     | 80036              | 80035            | 80034            | 80033            | 80032            | 80031             | 2022年11月 |           |
| 編成     | 80046              | 80045            | 80044            | 80043            | 80042            | 80041             | 2023年10月 |           |
| 編成     | 80056              | 80055            | 80054            | 80053            | 80052            | 80051             | 2024年3月  |           |

- VVVF：主制御機（VVVFインバータ）
- <>：パンタグラフ
- SIV：補助電源（静止形インバータ）
- CP：空気圧縮機
- BT：蓄電池
- 構造上は3・4号車間に中間電動車2両（松戸方から京成のM1'+M2（浦賀方4・5両目）に相当するユニット）が挟めるようになっている。なお、N800形などと異なり、号車番号を示す車両番号の末尾は1から6までの連番となっている。

## 運用

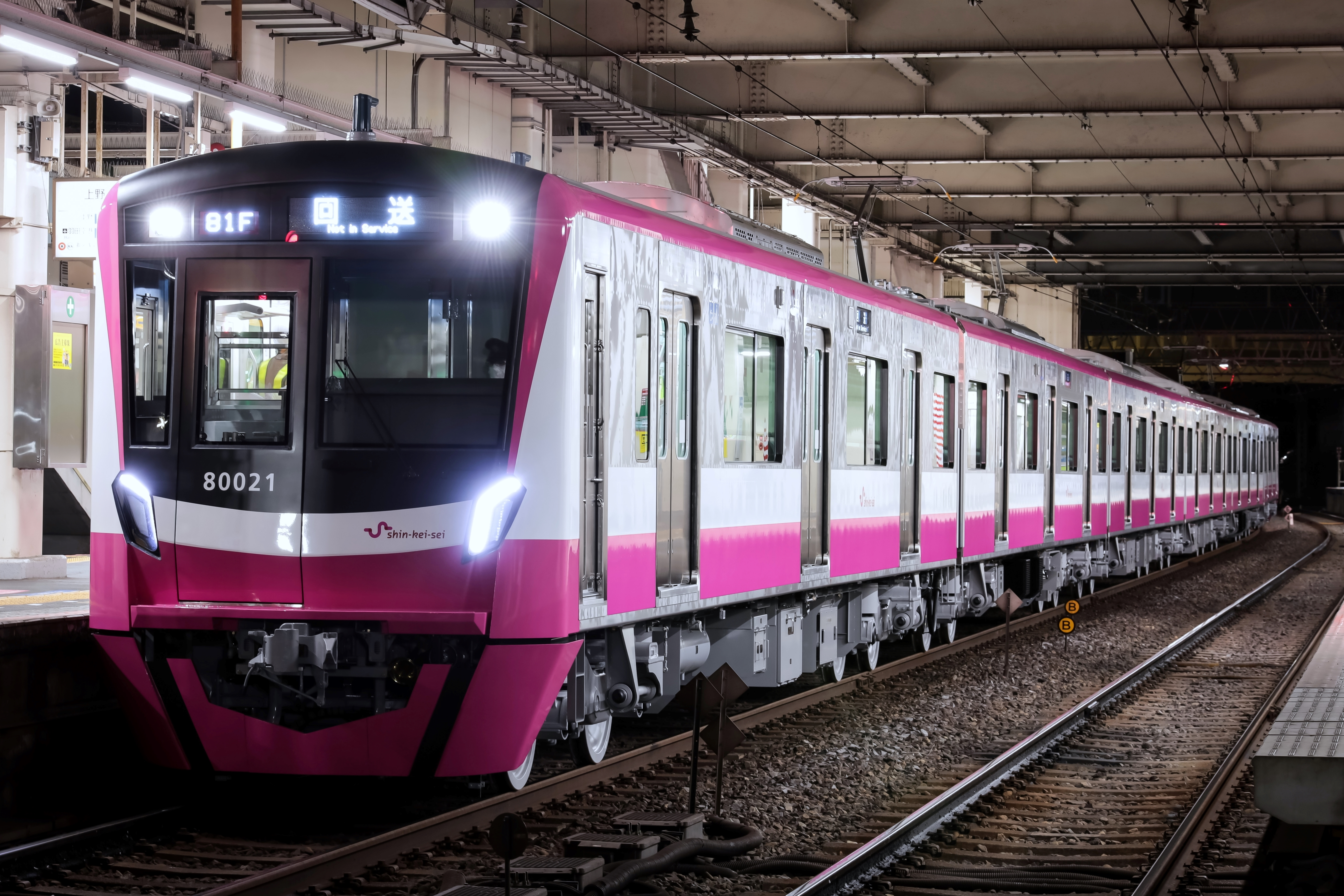
京成高砂駅から京成本線を自走で回送された80026編成 (2021年10月)

2019年11月13日に80016編成が試運転を開始。同年12月21日に先行試乗会を開催。
2019年12月27日に1編成が営業運転を開始し、当初は平日を中心とした新京成線内折り返し運用に充当されている。時期は未定だが、将来的に京成千葉線への直通運転にも充当予定と説明されている。
2021年10月9日には2編成目となる80026編成がくぬぎ山車両基地まで北総鉄道北総線と京成本線を自走した上で搬入回送された。当編成は80000形で初めて他社線を自走したことになる。
2022年11月3日に3編成目となる80036編成が運行開始された。
2023年11月2日に4編成目となる80046編成が運行開始された。
2024年4月2日に5編成目となる80056編成が運行開始された。